# Paracuru (kommun)
Paracuru är en kommun i Brasilien.   Den ligger i delstaten Ceará, i den östra delen av landet, 1 700 km nordost om huvudstaden Brasília. Antalet invånare är 31 638.
Följande samhällen finns i Paracuru:
- Paracuru
- Jardim

Omgivningarna runt Paracuru är huvudsakligen savann. Runt Paracuru är det ganska tätbefolkat, med 67 invånare per kvadratkilometer.